# Flock
Flock foi um navegador web (browser), que utilizou os motores WebKit e Gecko. Flock é também o nome da companhia que desenvolve o web browser. Os criadores do Flock chamam-no de "um browser social", devido a sua habilidade de interagir com os serviços sociais populares da rede. Tais serviços de rede incluem Flickr, Del.icio.us, Technorati, Photobucket, YouTube, Facebook, Twitter e vários serviços populares de agregação de blogs e de notícias da chamada Web 2.0, que prega a organização e compartilhamento dos documentos online.
O projeto foi descontinuado em 26 de abril de 2011, pois o produtores foram trabalhar no projeto Zynga, jogos para redes sociais.

## Características
- Os bookmarks, além a ser conservado fora de linha, podem ser substituídos com o del.icio.us. Quando um bookmark é adicionado, adiciona-se ao cliente de del.icio.us do usuário;
- Os favoritos podem ser etiquetados;
- Os favoritos e o histórico são integrados no gerenciador dos favoritos;
- Integração ao Flickr;
- Integração ao Technorati;
- Ferramentas para blogging (blogar);
- Agregação de notícias;
- Potencialidade interna do spellcheck (corretor ortográfico);
- Compatível com algumas extensões do Firefox;

## Tradução
Um grupo de usuários do navegador Flock, desde sua primeira versão, se juntou para realizar a tradução para o português do Brasil.
O trabalho de tradução foi feito desde a primeira versão do navegador Flock e pode ser acompanhado no site oficial do projeto de tradução.